# Altos Alpes
Altos Alpes é um departamento da França localizado na região Provença-Alpes-Costa Azul. Sua capital é a cidade de Gap.